# Domingos Gabriel Wisniewski
Dom Domingos Gabriel Wisniewski, CM (Guarani das Missões, 2 de março de 1928 – Londrina, 21 de julho de 2010) foi um religioso lazarista e bispo católico brasileiro. Filho de poloneses, foi bispo auxiliar de Curitiba e bispo diocesano de Cornélio Procópio e de Apucarana.